# Archiwum Akt Dawnych
Archiwum Akt Dawnych (AAD) – centralne archiwum państwowe w Warszawie założone 15 czerwca 1867 w celu przechowywania akt po zlikwidowanych urzędach administracji centralnej Księstwa Warszawskiego i Królestwa Polskiego, głównie Rady Stanu i Rady Administracyjnej.
Pierwotną siedzibą archiwum było pałac namiestnikowski na Krakowskim Przedmieściu (dawny lokal archiwum Rady Administracyjnej), a od 1872 r. gmach dawnego kolegium jezuickiego przy ul. Jezuickiej na Starym Mieście.
Po I wojnie światowej archiwum weszło do polskiej sieci archiwalnej i pod energicznym kierownictwem dyrektora Kazimierza Konarskiego i jego zastępcy Ryszarda Przelaskowskiego stało się ważną placówką naukowo-archiwalną.
W czasie powstania warszawskiego w 1944 r. zasób archiwum prawie w całości uległ zniszczeniu, kilkuprocentowa pozostałość weszła w skład zasobu Archiwum Głównego Akt Dawnych.

## Zasób archiwum
Zgodnie ze sprawozdaniem ówczesnego dyrektora archiwum Kazimierza Konarskiego instytucja ta gromadziła 1 stycznia 1927 r. około 400 000 woluminów oraz około 1000 map i planów. Wydzielił on pięćdziesiąt głównych części składowych aktowego zasobu archiwum oraz dział kartograficzny. Były to:
- akta rządowe z okresu Księstwa Warszawskiego:
  - akta Komisji Rządzącej Księstwa Warszawskiego (1807),
  - akta Rady Stanu Księstwa Warszawskiego (1807–1813),
  - akta Rady Ministrów Księstwa Warszawskiego (1807–1815),
  - akta Ministerium Wojny Księstwa Warszawskiego (1807–1815),
  - akta Rady Najwyższej Tymczasowej Księstwa Warszawskiego (1813–1815),
  - akta kancelarii prezesa Rady Najwyższej Tymczasowej Księstwa Warszawskiego i Rządu Tymczasowego Królestwa Polskiego, generał-gubernatora Wasilija Łanskoja (1813–1815),
- akta Towarzystwa Przyjaciół Nauk (1800–1830),
- akta najwyższych władz państwowych Królestwa Polskiego:
  - akta kancelarii Senatu Królestwa Polskiego (1815–1830; wraz z częścią akt kancelarii Senatu Księstwa Warszawskiego z lat 1807–1815),
  - akta Rady Administracyjnej Królestwa Polskiego (1815–1867),
  - akta Rady Stanu Królestwa Polskiego (1815–1867),
  - akta Sekretariatu Stanu Królestwa Polskiego (1815–1867),
  - akta Kancelarii Cesarskiej do spraw Królestwa Polskiego (1867–1876),
- akta ministerialne Królestwa Polskiego:
  - akta Komisji Rządowej Wyznań Religijnych i Oświecenia Publicznego (fragmentaryczne; 1815–1830),
  - akta Komisji Rządowej Wojny (1815–1861),
  - akta Komisji Rządowej Spraw Wewnętrznych (1815–1867; wraz z częścią akt Ministerium Spraw Wewnętrznych Księstwa Warszawskiego (od 1807),
- akta Wydziału Wyznaniowego Kancelarii Generalnego Gubernatorstwa Warszawskiego (1807–1914),
- akta Rady Głównej Opiekuńczej (1807–1870),
- akta Rady Lekarskiej (1809–1867),
- akta Dyrekcji Ubezpieczeń (1816–1867),
- akta kancelarii senatora Nikołaja Nowosilcowa (1813–1830),
- akta Policji Tajnej (1815–1830),
- akta władz i urzędów powstania listopadowego:
  - akta władz centralnych powstania listopadowego (tj. dyktatury, Rządu Narodowego, Komisji Spraw Wewnętrznych oraz Wydziału Spraw Zagranicznych (1830–1831),
  - akta Komitetu Rozpoznawczego (1830–1831),
- akta kancelarii Namiestnika Królestwa Polskiego:
  - akta kancelarii Namiestnika Królestwa Polskiego (1831–1874),
  - Archiwum Sekretne Namiestnika Królestwa Polskiego (1832–1863),
  - akta Kancelarii Dyplomatycznej Namiestnika Królestwa Polskiego
  - akta Kancelarii Wojskowej Namiestnika Królestwa Polskiego (1842–1867),
- akta Najwyższego Sądu Kryminalnego (1831–1839),
- akta departamentów warszawskich Senatu Rządzącego (1841–1860),
- akta redakcji wydawnictwa Zbiór przepisów administracyjnych Królestwa Polskiego (1864–1868),
- akta Heroldii Królestwa Polskiego (1836-1861),
- akta kancelarii armii czynnej w Królestwie Polskim:
  - akta kancelarii Naczelnego Dowódcy Armii Czynnej (1830–1865),
  - akta kancelarii Szefa Sztabu Generalnego (1830–1835),
  - akta kancelarii Generała-Kwatermistrza (1831–1840),
  - akta kancelarii Głównego Dyżurstwa (1831–1854)[1].